# Grabs
För andra betydelser, se Grabs (olika betydelser).
Grabs är en grupp av skateboardtrick som görs med en hand som greppar brädan (därav namnet grabs, som kommer av engelska grab, som betyder just greppa). Grabs görs vanligen i en skateboardramp.